# Chiesa di San Giovanni alle Quattro Facce
La chiesa di San Giovanni alle Quattro Facce (San Giovann Quatter Facc in milanese) era una chiesa di Milano. Situata nell'attuale piazzetta Giordano Dell'Amore, fu demolita nel 1786. Sorgeva sulle vestigia di un tempio romano pagano dedicato al Giano Quadrifronte, da cui il nome.

## Storia

### Il tempio di Giano Quadrifronte
La denominazione "quattro facce" nel nome della chiesa deriva dal fatto che quest'ultima sorse sulle vestigia di un tempio romano pagano dedicato al Giano Quadrifronte. Giano è una delle divinità più antiche e più importanti della religione romana, latina e italica.
Solitamente è raffigurato con due volti (il cosiddetto Giano Bifronte), poiché il dio può guardare il futuro e il passato ma anche perché, essendo il dio della porta, può guardare sia all'interno sia all'esterno. Nel caso del Giano Quadrifronte, le quattro facce sono rivolte verso i quattro punti cardinali.
Fu sant'Ambrogio a ordinare la demolizione dei templi pagani e la costruzione di chiese e basiliche cristiane: alcune chiese sorsero sullo stesso luogo dove in precedenza erano eretti templi pagani, mentre in alcuni casi questi ultimi furono convertiti in luoghi di culto cristiani.

### La successiva chiesa
Non è noto con precisione l'anno di fondazione di tale chiesa, tuttavia la chiesa viene ricordata da Landolfo Iuniore nel XII secolo, mentre Giorgio Giulini sostiene che già la chiesa esistesse dal 975. La chiesa fu completamente rifatta nel XVII secolo per opera di Francesco Maria Richini.
La chiesa, che sorgeva in prossimità delle vecchie mura romane, dava un tempo il nome all'attuale via Arrigo Boito e piazzetta Giordano Dell'Amore, all'epoca chiamate rispettivamente contrata e piazza di San Giovanni alle Quattro Facce.

## Architettura
Le descrizioni dell'aspetto giunte a noi sono dovute ai rifacimenti del Richini. La chiesa era di forma rettangolare e misurava venti metri di lunghezza e dodici in larghezza: l'interno era suddiviso in tre navate corrispondenti ad altrettanti portali di ingresso. La chiesa possedeva nove finestre e tre cappelle, oltre che tre altari. La facciata risultava al XVIII secolo ancora incompiuta.